# Guillaume Le Ferron
Guillaume Le Ferron (né vers 1404 mort à Rome en 1472) est un ecclésiastique breton qui fut évêque de Saint-Pol de 1439 à 1472.

## Biographie

### Une accession conflictuelle
Après le transfert de Jean Prigent sur le siège de Saint-Brieuc, le pape Eugène IV nomme le 20 mars 1439 Guillaume Le Ferron évêque de Saint-Pol. Ce dernier, clerc nantais, avait été étudiant en Droit à l'université d'Angers avant de devenir chanoine du chapitre de Nantes et archidiacre de La Mée, puis familier et depuis 1435 cubiculaire du Pape. Son frère Geoffroy Le Ferron, trésorier de Bretagne avait été l'agent du  Jean V de Bretagne dans l'acquisition des bien de Gilles de Rais mais brouillé avec le duc il venait de passer au service du roi de France. Sa nomination irrite le duc qui recommande aux chanoines du chapitre de Léon l'élection de l'un de ses fidèles Alain de Kérouzéré dont la promotion est confirmée par les pères assemblés au Concile de Bâle qui s'opposaient au souverain pontife. Guillaume Le Ferron reste alors en Curie et à la mort d'Alain de Kérouzéré dès l'année suivante, les « Pères de Bâle » incitent le chapitre de Léon à élire un certain Bertrand de Rosmadec. Cette situation permet au duc de Bretagne de se rapprocher du pape Eugène IV qui a décidé le transfert du Concile à Florence qui met Guillaume Le Ferron  en possession de son siège épiscopal le 15 octobre 1440.

### Un épiscopat contrarié
L'évêque est présent aux États et Parlement de Bretagne du 24 mai 1451 mais dans son diocèse le  nouvel évêque doit faire face à la virulente opposition de plusieurs de ses vassaux dont la famille de Coëtivy qui se place sous le patronage du puissant cardinal Alain IV de Coëtivy. Guillaume Le Ferron prononce l'interdit contre Christophe de Coëtivy, qui voulait lever sur ses sujets divers droits. Ce dernier s'appuie sur son frère à Rome qui fait appel au pape. Une commission apostolique est nommée mais immédiatement récusée par Guillaume Le Ferron. Christophe de Coëtivy obtient alors une bulle qui le met à l'abri de la juridiction épiscopale. Guillaume Le Ferron doit également faire face à un conflit avec son ancien concurrent, Bertrand de Rosmadec, notaire apostolique et archidiacre de Kemenet-Ily  qui obtient de Nicolas V des lettres d'exemption. À la mort de Rosmadec en 1459 son archidiaconé est disputé entre Bertrand de Coattanezre et Jean Drouet un clerc nantais, neveu de l'évêque qui obtient du pape la charge. Le souverain pontife se ravise et nomme 16 décembre 1460, Alain de Penmarc'h, parent du Cardinal de Coëtivy alors que l'autre archidiaconé dit de Léon est déjà détenu par Christophe du Chastel, neveu du cardinal. L'évêque de Léon se trouve ainsi réduit à l'impuissance. Guillaume Le Ferron doit ensuite répondre devant le conseil ducal à la plainte de vassaux liés aux Coëtivy qui lui reprochent de s'être emparer d'un cétacé échoué vers février 1461 à l'entrée de la rivière de Morlaix. L'évêque doit s'enfuir de nuit à Angers pour échapper à la vindicte ses accusateurs. Il revient dans sa cité le 17 octobre 1462  mais ses ennemis cherchent encore à le capturer dans son manoir épiscopal. La procédure se poursuit les années suivantes devant l'archevêque de Tours (1463) et même le pape Pie II (1464) ! Découragé Guillaume Le Ferron est absent aux États de 1462, il se retire à Rome et il meurt en curie en 1472 car les officiers ducaux saisissent son temporel le 26 mars.